# Nord–Syd staternes tid i Korea
Nord-syd-staternes tid (698–926) var en periode, da Koreahalvøen var delt i to stater, i syd Forenede Silla og i nord Balhae.
Efter, at det koreanske kongedømme Silla og det kinesiske dynasti Tang havde erobret kongedømmerne Baekje i 660 og Goguryeo i 668, kontrollerede det nye kongedømme, som også er kaldt for "Forenede Silla", eller "Senere Silla", den sydlige del af Koreahalvøen. Det nordlige kongedømme Goguryeo genopstod som kongedømmet Balhae, med undtagelse af den sydlige del som tilfaldt Silla. Den nordlige del af halvøen samt en betydelig del af Manchuriet blev en del af den nye stat Balhae, grundlagt i 698.
Bygninger fra disse kongedømmer er templerne Hwangnyongsa og Bunhwangsa. Grotterne Seokguram fra 751 er i dag en del af UNESCOS verdensarv.

## Forenede Silla
Efter foreningskrigene overtog Tang-dynastiet områder i det tidligere Goguryeo og begyndte at administrere og etablere samfund i Baekje. Silla angreb kineserne i Baekje og nordlige Korea i 671.
Tang-dynastiet invaderede derefter Silla i 674, men Silla besejrede Tangs hær i nord. Silla fordrev Tangs styrker fra halvøen i 676 og opnåede en forening af det meste af de tre kongeriger.
Det Forenede Silla var en guldalder for kunst og kultur, og buddhismen blev en stor del af Sillas kultur. Buddhistiske klostre som Bulguksa er eksempler på avancerede koreansk arkitektur og buddhistiske indflydelse. Statsstøttet kunst og arkitektur fra denne periode omfatter templerne Hwangnyongsa og Bunhwangsa.
Det forenede Silla nød godt af den maritime dygtighed i Baekje, der fungerede som søfartsrige i det middelalderlige Østasien og i løbet af 8. og 9. århundrede dominerede havene i Østasien og handelen mellem Kina, Korea og Japan, især i løbet af tiden under Jang Bogo; desuden havde folk fra Silla skabt oversøiske maritime samfund i Kina på Shandong-halvøen og ved udmundingen af Yangtze-floden. Senere Silla var et velstående og rigt land, og dens hovedstad Gyeongju blev angiveligt den fjerde største by i verden. 
Buddhismen blomstrede i denne tid, og mange koreanske buddhister opnået stor berømmelse blandt kinesiske buddhister  og bidrog til kinesisk buddhisme, herunder: Woncheuk, Wonhyo, Uisang, Musang, og Kim Gyo-gak, en Silla prins hvis indflydelse gjorde Jiuhua-bjerget til et af de fire hellige bjerge af kinesisk buddhisme.
Silla begyndte at opleve politiske problemer i slutningen af det 9. århundrede. Dette svækkede alvorligt Silla, og snart efter etablerede efterkommere af det tidlige Baekje Sene Baekje. I nord genoplivede oprørere Goguryeo, hvilket var begyndelsen til den senere tre kongerigers periode.
Senere Silla varede i 267 år, indtil, under kong Gyeongsun blev det annekteret af Goryeo i 935.

## Balhae
Balhae, navnet på som var en anden transskriberede version af Mohe (靺 鞨, en tungusisk stamme, der taler et sprog som manchurisk og sibe), blev grundlagt efter, at Goguryeo var faldet. Det blev grundlagt i den nordlige del af tidligere lande i Goguryeo af Dae Joyeong, en tidligere Goguryeo general, efter at denne have besejret de militære styrker fra centralregeringen i Tang-dynastiet i slaget ved Tianmenling. Balhae kontrollerede de nordlige områder af den koreanske halvø, meget af Manchuriet, og udvidet til nutidens Primorskij kraj. Balhae fremstillede sig selv som Goguryeos efterfølgerstat.
I en tid med relativ fred og stabilitet i regionen blomstrede Balhae i sin kultur, især i den lange regeringstid under den tredje kong Mun (regerede 737-793) og kong Seon. På det tidspunkt var Balhae et kulturelt avanceret land, så selv Kina henviste til dette kongerige som "et velstående land i øst." Men Balhae blev alvorligt svækket i det 10. århundrede, og det khitanske Liao-dynastiet erobrede Balhae i 926.
Goryeo absorberede noget af Balhaes territorium og modtog flygtninge fra Balhae, herunder kronprinsen og den kongelige familie, men udarbejdet ingen kendte historisk beskrivelse af Balhae. En 18. århundrede historiker af Joseon-dynastiet Yu Deukgong var fortaler for ordentlig undersøgelse af Balhae som en del af koreanske historie, og han opfandt udtrykket "Nord–Syd staternes tid" for at henvise til denne æra.

## Sprog
På grund af manglende sproglige beviser er det vanskeligt at foretage en endelig konklusion vedrørende de sproglige forhold mellem Balhaes og Sillas sprog.
Shoku Nihongi antyder, at Balhae sprog, et Goguryeo sprog, og Silla sprog har et tæt forhold, eftersom en elev fra Silla, der blev sendt til Japan for at få en tolkeuddannelse i japansk sprog, bistod en diplomatisk udsending fra Balhae med at kommunikere under den japanske hofaudiens.[kilde mangler]
På grund af den officielle og omfattende brug af kinesisk skriftsprog er der kun to overlevede Balhae ord: kundufu (transskriberet som 可 毒 夫) som betyder "konge" og Furuki for "stabil".